# Crkva sv. Ripsime
Crkva svete Ripsime (armenski: Սուրբ Հռիփսիմէի եկեղեցի) - jedna je od najstarijih do danas sačuvanih crkava u Armeniji, poznata po istančanoj armenskoj arhitekturi iz klasičnog razdoblja, a koja je utjecala na druge armenske crkve. Jedna od najstarijih spomenika armenske duhovne i arhitekturne baštine iz tog vremena. Nalazi se u samostanu Ečmijadzinu u gradu Vagaršapatu, a dovršena je 618. godine. Crkva, zajedno s nekoliko obližnjih lokaliteta (Katedrala i crkve Ečmijadzina i arheološki lokalitet Zvartnoc), zaštićena je kao UNESCO-ov lokalitet Svjetske baštine. Posvećena je svetoj Ripsimi (Hripsimi).
Crkva je izgrađena po tetrakonhnom planu i doživjela je nekoliko nadogradnji tijekom stoljeća. Trijemovi na zapadnom i južnom ulazu srušeni su, a prozori apside su zazidani. Godine 1790. sagrađen je zvonik.
U unutrašnjosti najviše zanimanja pobuđuje oltarna pala sagrađena 1741. godine, koja prikazuje visok stupanj armenskog zanatstva u 18. stoljeću. Kompozicija ukrasa, sačinjena od grana i različitih plodova, aranžirana oko grčkog križa, vrlo je originalna.
U njoj se nalaze grobovi dva armenska Katolikosa iz 18. stoljeća - Asdvadzadura i Garabeda II.

## Galerija
- U svibnju 2008.
- Ulaz
- Vrata
- Reljef na vratima
- Unutrašnjost
- Grob svete Ripsime

## Vanjske poveznice
- Hrvatska udruga Benedikt[neaktivna poveznica] Artur Bagdasarov: Sveta Ripsime, starokršćanska mučenica, 24. listopada 2012.